# ドリー・ファンク・ジュニア
ドリー・ファンク・ジュニア（Dory Funk Jr., 本名：Dorrance Earnest Funk, 1941年2月3日 - ）は、アメリカ合衆国の元プロレスラー。インディアナ州インディアナポリス出身、後にテキサス州アマリロに転じた。第4代PWF会長。
日本でのニックネームは「グレート・テキサン」「テキサスの若馬」。父親のドリー・ファンク・シニア、弟のテリー・ファンクも著名なプロレスラーである。テリーとのタッグチーム「ザ・ファンクス」を組み、日本でも活躍した。

## 来歴
ウエスト・テキサス州立大学でフットボール選手として活躍し1962年のサンボウル優勝メンバーとなる。大学卒業後、1963年1月10日ドン・ファーゴ相手にアマリロでデビュー。同年7月9日にはテキサス州オデッサにおいて、デビュー半年目ながら時のNWA世界ヘビー級王者、ルー・テーズに挑戦して時間切れ引き分けの戦績を残した。
1969年2月11日、フロリダ州タンパにおいてジン・キニスキーを破り、NWA世界ヘビー級王座を獲得。戴冠当時はひ弱なイメージもあったが、試合を重ねるごとに急成長して、1969年6月20日には元王者テーズを相手に王座を防衛、7月にはビル・ロビンソンの連続挑戦を受けた。7月26日と29日には前王者のキニスキーを連覇、7月30日には生涯のライバルとなるジャック・ブリスコの初挑戦を退けている。1971年4月22日には、カリフォルニア州ベーカーズフィールドにてミル・マスカラスを相手に防衛に成功した（結果はノーコンテスト）。マスカラスは「詳しい内容は憶えていないけど、誰かが乱入したと思う。ジョン・トロスかピーター・メイビアか…」などと話している。
以降、1973年5月24日にミズーリ州カンザスシティでアマリロ地区の客分格ハーリー・レイスに敗れるまで、4年3か月間にわたる長期政権を築いた。その間、日本プロレスのリングでもジャイアント馬場、アントニオ猪木、坂口征二と防衛戦を行っている。対日本人選手では、1973年3月24日にアマリロ地区のテリトリーだったニューメキシコ州アルバカーキにて、デビューして間もない鶴田友美の挑戦を受けた。セントラル・ステーツ地区ではラッシャー木村の挑戦も受けたとされる。
1974年1月、レイス、ブリスコと共に馬場の全日本プロレスに参戦。後に全日本プロレスをホームグラウンドにすると、アブドーラ・ザ・ブッチャー、ホースト・ホフマン、ロビンソン、ニック・ボックウィンクル、ブルーザー・ブロディらと好勝負を残した。1977年には世界オープンタッグ選手権で弟のテリー・ファンクと組んで優勝。1979年と1982年の世界最強タッグ決定リーグ戦でも優勝を果たした。
1981年にはインターナショナル・ヘビー級王座を獲得、松戸運動公園体育館での初防衛戦では弟のテリーとの最初で最後の兄弟対決が実現した（タッグマッチでは1966年1月13日にアマリロにおいて、NWAウエスタン・ステーツ・タッグ王者だったドリー&リッキー・ロメロにテリー&ワフー・マクダニエルが挑戦したタッグマッチが行われている）。また、ブッカーとして外国人レスラーのブッキングも行い、スタン・ハンセン、ボブ・バックランド、テッド・デビアスなどを全日本プロレスに初来日させた。全日本への参戦は1996年秋まで続き、その間1983年と1985年の最強タッグには馬場とコンビを組んで出場した。1984年にも馬場とのコンビでPWF世界タッグ王座決定リーグ戦に出場している。なお、外国人レスラーで馬場と一定期間コンビを組んで日本で活動したのは、ドリー以外ではハンセンと晩年のアンドレ・ザ・ジャイアントだけである。
アメリカでは地元のアマリロでプロモーター兼エースとなって活動する一方、フロリダ（CWF）、ジョージア（GCW）、プエルトリコ（WWC）などにも参戦。1986年にはホス・ファンク（Hoss Funk）を名乗り、カウボーイ・ギミックのヒールとしてニューヨークのWWFに登場。ジミー・ハートをマネージャーに迎え、テリーとのコンビでハルク・ホーガンやアンドレ、ジャンクヤード・ドッグ、リッキー・スティムボートらと対戦した。テリーの離脱後はジミー・ジャック・ファンクをパートナーに、ブリティッシュ・ブルドッグス（ダイナマイト・キッド&デイビーボーイ・スミス）が保持していたWWF世界タッグ王座にも再三挑戦した。
また、指導者として多くの後進を育成している。門下にはハンセン、デビアス、ジャンボ鶴田、天龍源一郎、レイ・キャンディ、ティト・サンタナ、ジェイ・ヤングブラッド、石川敬士、キング・ハク、ジョニー・エース、ジェフ・ハーディー、マット・ハーディー、テスト、ジャイアント・シルバ、クリスチャン・ケイジらがいる。全日本に継続参戦していた時期にはコーチ役も受け持っており、三沢光晴らの成長に一役買った。門下ではないものの、バックランドやカート・アングル、西村修もドリーの指導を受けている。
2001年10月には新日本プロレスに初参戦。7日の「無我」後楽園ホール大会では弟子の西村とシングルマッチを行い、8日の東京ドーム大会にはテリーとのザ・ファンクスで出場、藤波辰爾&バックランドのチームと対戦した。
第一線を退いてからはフロリダ州オカラにて不動産事業を手掛ける傍ら、ファンキン・コンサーヴァトリー（Funkin' Conservatory）というプロレスリング・スクールにて後進の指導に当たり、ドリー自身も時折インディー団体のリングに上がっていた。
2008年3月1日、全日本プロレスの両国国技館大会にて引退試合を行った。同時期にIGFにウィットネスとしてハンセンと共に来日している。
2009年4月4日、弟のテリーと共にWWE殿堂に迎えられ、ダスティ・ローデスがインダクターを務めた。当時は全日本プロレスUSA道場を設営するなど、全日本の社長だった武藤敬司とも良好な関係を築いていた。
2013年10月、全日本プロレスに22年ぶりにファンクスとして来日し、両国国技館第二試合に出場。渕正信&西村と20分1本勝負で対戦し、時間切れ引き分けとなった。先任の馳浩の退任後、空席が続いていたPWF新会長にも就任した。
2014年7月、全日本プロレスの後楽園ホール大会に出場。西村、吉江豊とトリオを結成して、渕、大森隆男、ウルティモ・ドラゴン組と対戦。新体制となった全日本プロレスへの全面支援をアピールした。
2016年7月22日、ドリーの地元オカラで行われたWWE傘下のNXTのNXT LIVEに来訪、リング上でベイリーとハグを交わした。
2019年2月19日、『ジャイアント馬場没後20年追善興行』でのアブドーラ・ザ・ブッチャー引退記念式典に登場し、ブッチャーへ花束を贈呈した。
2024年8月24日、神奈川県川崎市で行われた『大仁田興行テリー・ファンク1周年追悼・大仁田厚デビュー50周年記念大会』に西村と組んで出場。大仁田厚&雷神矢口から勝利を収めた。

## エピソード
- NWA世界ヘビー級王座に長期君臨した実績を持ち、漫画版『タイガーマスク』では最強のレスラーとして描かれ、ドリーはタイガーマスクが最後に対戦したレスラーとなっている。
- 先達レスラーからも評価が高く、テーズや馬場は「対戦する度に成長している」と語った。
- 若年性脱毛症であったが、逆にそれがトレードマークとなっている。現在は白髪化しているが、側頭部と後頭部はかなり伸ばしている。
- 外国人係を長く務めたレフェリーのジョー樋口によると「私生活ではとにかく大雑把で、集合時間を知らせておいてもその時間に電話したら寝てたってことはザラで、電話してから実際に出て来るまで2、30分かかることもよくあった。ファンクスほどボケーッとしているレスラーはちょっと見当たらない」と話している。
- 最初の妻であるジミーとは1960年6月に結婚し、3人の子供に恵まれたものの後年別居の末、1983年7月に正式に離婚した。現在の妻、マーティとは1989年に再婚している。

## 得意技
スピニング・トー・ホールド
入場テーマ曲の『スピニング・トー・ホールド』は、日本のロックバンドクリエイションがこの技を意識して制作したものである。
ダブルアーム・スープレックス
ビル・ロビンソンとの幾度の対戦から盗んだもので、ロビンソンに比べるとスピードが遅く半径が大きい、典型的なアメリカンスタイルなのが特徴。まだダブルアーム・スープレックスという名前が定着する前にはテキサス・ブロンコ・スープレックスと呼ばれていた。
サイド・スープレックス
これもロビンソンとの対戦から盗んだもので、試合の中で効果的に使っていた。
エルボー・スマッシュ
鶴田、西村、大森などがドリーのスタイルを継承している。
エルボー・ドロップ
ブレーンバスター
回転エビ固め
逆さ押さえ込み
ショルダー式ネックブリーカー
ロビンソンが得意にしていたヨーロッパ式ネックブリーカーで、この技もロビンソンから「盗んだ」もの。
インサイドワーク
ロープ際に詰められた際、「片手で相手の首を抱え込むと同時に、もう片方の手でロープを掴んで軽くジャンプして尻をロープ上に乗せ、反動を利用して後方に半回転しつつ相手をリング外に投げ落とす」という、独特のインサイドワークをよく使ったが、馬場がこれを仕掛けられた際にマットの無い場所に落ちてしまい大腿部を骨折、長期欠場することになった。

## 獲得タイトル
ナショナル・レスリング・アライアンス
- NWA世界ヘビー級王座：1回（第46代）
- NWA殿堂：2006年

NWAウエスタン・ステーツ・スポーツ
- NWAブラスナックル王座（アマリロ版）：2回
- NWA北米ヘビー級王座（アマリロ版）：1回
- NWA世界タッグ王座（アマリロ版）：2回（w / テリー・ファンク）
- NWAウエスタン・ステーツ・タッグ王座：6回（w / リッキー・ロメロ×2、スーパー・デストロイヤー×2、レイ・キャンディ、ラリー・レーン）

ジョージア・チャンピオンシップ・レスリング
- NWAジョージア・タッグ王座：1回（w / テリー・ファンク）

ミッドアトランティック・チャンピオンシップ・レスリング
- NWAミッドアトランティック・ヘビー級王座：2回

NWAハリウッド・レスリング
- NWAアメリカス・ヘビー級王座：1回
- NWA世界タッグ王座（ロサンゼルス版）：1回（w / テリー・ファンク）

セントルイス・レスリング・クラブ
- NWAミズーリ・ヘビー級王座：1回

チャンピオンシップ・レスリング・フロム・フロリダ
- NWAフロリダ・ヘビー級王座：4回
- NWAフロリダTV王座：2回
- NWAフロリダ・タッグ王座：1回（w / テリー・ファンク）
- NWA北米タッグ王座（フロリダ版）：2回（w / テリー・ファンク、デビッド・フォン・エリック）

スタンピード・レスリング
- NWAインターナショナル・タッグ王座（カルガリー版）：1回（w / ラリー・レーン）

サウスウエスト・チャンピオンシップ・レスリング
- SCW世界タッグ王座：1回（w / テリー・ファンク）

コンチネンタル・レスリング・アソシエーション
- CWA世界ヘビー級王座：1回

ワールド・レスリング・カウンシル
- WWCユニバーサル・ヘビー級王座：1回
- WWCプエルトリコ・ヘビー級王座：1回
- WWC世界タッグ王座：1回（w / テリー・ファンク）

インターナショナル・チャンピオンシップ・レスリング
- ICWヘビー級王座：1回

ニューイングランド・レスリング・アライアンス
- NEWA北米ヘビー級王座：1回

ワールド・レスリング・エンターテインメント
- WWE殿堂：2009年（インダクターはダスティ・ローデス）

日本プロレス / 全日本プロレス
- インターナショナル・ヘビー級王座：2回（第10代、第12代）
- インターナショナル・タッグ王座：2回（w / テリー・ファンク）（第15代、第22代） ※第15代王座はBI砲を破って獲得。
- 世界オープンタッグ選手権 / 世界最強タッグ決定リーグ戦優勝：3回（w / テリー・ファンク）（1977年、1979年、1982年）

プロレス大賞
- 年間最高試合賞（ジャイアント馬場&ジャンボ鶴田 vs ザ・ファンクス、12月11日 / 蔵前国技館＝世界タッグリーグ戦）（1980年）